# Presidio : Base militaire, San Francisco
Pour plus de détails, voir Fiche technique et Distribution.
Presidio : Base militaire, San Francisco (The Presidio) est un film américain réalisé par Peter Hyams et sorti en 1988.

## Synopsis
Ancien membre de la police militaire, Jay Austin (Mark Harmon) est aujourd'hui inspecteur de la police de San Francisco. Il doit travailler avec son ancien patron, le prévôt divisionnaire et lieutenant-colonel Caldwell (Sean Connery) avec lequel il avait eu un grave désaccord à la suite de l'arrestation controversée du colonel Lawrence (Dana Gladstone), ce qui l'a poussé à démissionner de l'armée. La découverte du meurtre d'une ancienne collègue de Jay durant le cambriolage du cercle des officiers dans le Presidio de San Francisco puis la course-poursuite qui s'ensuit impliquant la mort de deux policiers hors de la base fait s'entrechoquer ces deux juridictions indépendantes et force les deux hommes à travailler ensemble malgré leur rivalité. Dans le même temps, Jay se met à fréquenter Donna (Meg Ryan), la fille de Caldwell.
Jay Austin était membre de la police militaire du Presidio sous les ordres de Caldwell jusqu'au soir d'une patrouille en compagnie de sa collègue Patti Jean (Jenette Goldstein), au cours de laquelle ils interpellent le colonel Lawrence. Ivre, ce dernier a des mots déplacés envers Patti puis frappe Jay. Ce dernier se défend mais à la suite de la plainte de Lawrence, sa hiérarchie (Caldwell) le désavoue et Jay démissionne, faisant de lui un inspecteur dans le civil.
Le lieutenant-colonel Caldwell est un officier à l'ancienne d'origine écossaise (débarqué à New York à bord d'un bateau avec son père peu après ses 10 ans). Sa femme se suicide alors que sa fille n'a que deux ans. Depuis, chaque mercredi soir, il fréquente une certaine rouquine du nom de Mira. Lieutenant à l'époque de la guerre du Viêt Nam et grièvement blessé, il est sauvé par le sergent Maclure (Jack Warden). De là naît une complicité profonde entre les deux hommes.
Ross Maclure est sergent-major retraité et responsable du musée du Presidio. Présent dans toutes les guerres, il s'est notamment mis en avant durant la guerre du Viêt Nam en sauvant son lieutenant tout en détruisant selon la légende et à l'aide d'un fusil-mitrailleur et de quelques grenades, une colonne de cinquante Vietcongs. Cet acte lui valut la médaille du Congrès. Pour autant, sa droiture est secrètement entachée par le marché noir auquel il s'est livré à l'époque et que le colonel Lawrence a couvert.
Donna est la fille de Caldwell. Fraîchement rentrée de l'université, elle a beaucoup souffert de l'absence de sa mère mais aussi d'avoir été trimbalée de base militaire en base militaire en fonction des affectations de son père. Bien qu'éduquée de manière stricte, Donna a conclu un pacte avec son père, disant que ce dernier ne lui interdira jamais rien. De fait, elle croque la vie à pleines dents au volant de sa Chevrolet Corvette, alors que son père rêve de la voir épouser un officier. Elle a pour confident le vieux sergent Maclure.
Le lieutenant-colonel et Jay Austin découvrent dans leur enquête commune qu'une fabrique d'eau minérale de San Francisco couvre une importation illicite de petits diamants volés depuis les Philippines, qui sont cachés au fond d'une bouteille d'eau minérale livrée par erreur au Présidio par le sergent MacLure impliqué dans ce trafic comme chauffeur de l'entreprise depuis qu'il fut impliqué au Vietnam dans une affaire de marché noir et couvert par le lieutenant-colonel devenu son ami et protecteur. Lors de l'arrivée dans l'entreprise d'eau minérale du sergent qui menace les bandits venus récupérer les diamants, ceux-ci finissent par l'abattre pour poursuivre leur trafic de diamants. Mais Caldwell et Austin entrent ensuite et tuent les bandits après une bataille rangée à coups de révolvers et fusils mitrailleurs. Caldwell demande à Austin d'enterrer le sergent avec ses médailles et les honneurs militaires et d'attendre ensuite avant de rédiger son rapport sur son assassinat par les bandits.
Austin accepte et révèle au lieutenant-colonel Caldwell qu'il est aimé de sa fille et qu'il l'aime aussi. Dans le dernier plan Caldwell est en visite au cimetière avec sa fille qui tient la main d'Austin à qui le lieutenant-colonel Caldwell dit de les rejoindre avec sa fille Donna : il accepte ainsi de facto que tous les deux s'aiment et veuillent s'unir pour la vie.

## Fiche technique
Sauf indication contraire, les informations mentionnées dans cette section peuvent être confirmées par la base de données cinématographiques IMDb,  présente dans la section « Liens externes ».
- Titre original : The Presidio
- Titre français : Presidio : Base militaire, San Francisco
- Réalisation : Peter Hyams
- Scénario : Larry Ferguson
- Musique : Bruce Broughton
- Décors : Albert Brenner
- Photographie : Peter Hyams
- Montage : Diane Adler, Beau Barthel et James Mitchell (en)
- Production : D. Constantine Conte ; Fred C. Caruso (coproducteur) ; Jonathan A. Zimbert (exécutif)
- Société de production : Paramount Pictures
- Sociétés de distribution : Paramount Pictures (USA), Canal+ (France - TV, 1991)
- Pays de production :  États-Unis
- Langue originale : anglais
- Format : Couleurs (Panavision) - 35 mm - 2,35:1 - //  Dolby SR
- Genre : policier
- Durée : 97 minutes
- Dates de sortie :
  - États-Unis : 10 juin 1988
  - France : 14 septembre 1988
- Classification[1] :
  - Canada : AA (Ontario), G (Québec), PA (Manitoba)
  - France : tous publics
  - États-Unis : R

## Distribution
- Sean Connery (VF : Jean-Claude Michel) : le lieutenant-colonel Alan Caldwell
- Mark Harmon (VF : Patrick Poivey) : l'inspecteur Jay Austin
- Meg Ryan (VF : Virginie Ledieu) : Donna Caldwell
- Jack Warden (VF : André Valmy) : le sergent-major Ross Maclure
- Mark Blum (VF : Joël Martineau) : Arthur Peale
- Dana Gladstone (VF : Michel Beaune) : le colonel Paul Lawrence
- Jenette Goldstein (VF : Dorothée Jemma) : le MP Patti Jean Lynch
- Marvin J. McIntyre (VF : Michel Mella) : le MP Zeke
- Don Calfa (VF : Jean-Pierre Moulin) : Howard Buckely
- John DiSanti (VF : Med Hondo) : le détective Marvin Powell
- Robert Lesser (VF : Mario Santini) : le sergent John Mueller
- Curtis W. Sims (VF : Georges Atlas) : le sergent Garfield
- Rick Zumwalt (VF : Roger Lumont) : la brute dans le bar
- James Hooks Reynolds : George Spota
- Rosalyn Marshall : la secrétaire de Lawrence
- Michael Fosberg : le capitaine Gordon, prétendant de Donna
- Susan Saiger (VF : Béatrice Agenin) : Gloria

## Production
Le tournage a eu lieu du 3 octobre 1987 à janvier 1988 à San Francisco (Presidio de San Francisco, cimetière national de San Francisco, Lincoln Blvd, pont du Golden Gate, Chinatown, Market Street) et aux studios Paramount de Los Angeles.

## Accueil
Il a reçu un accueil critique mitigé, recueillant 46 % de critiques positives, avec une note moyenne de 4,8/10 et sur la base de 13 critiques collectées, sur le site agrégateur de critiques Rotten Tomatoes.
Le film a connu un succès commercial modéré, rapportant environ 20 324 000 $ au box-office en Amérique du Nord. À l'international, il a engrangé 31 600 000 $, portant le cumul à plus de 51 900 000 $. En France, il a réalisé 337 399 entrées.

## Autour du film
- À l'origine, le film devait être dirigé par Tony Scott avec pour acteurs principaux Lee Marvin et Jeff Bridges. Mais Lee Marvin déclina l'offre. Le rôle du colonel Caldwell fut alors proposé à Gene Hackman, qui refusa. Du coup, Jeff Bridges laissa tomber le projet à son tour. Don Johnson fut alors approché mais ne donna pas suite compte tenu de ses engagements dans la série Miami Vice[réf. nécessaire].
- Le véhicule de service de l'inspecteur Austin est une Dodge Diplomat bronze métallisée datant de 1981.
- Donna conduit une vieille Chevrolet Corvette 1958 (modèle C1 à doubles phares produite entre 1958 et 1960) rouge qui aurait besoin d'un bon coup de peinture.
- La Pontiac Firebird jaune puis bleue du sergent Spota, une Trans Am sans sigles distinctifs et munie d'un attelage remorque, est un modèle 1977 (4 phares rectangulaires insérés dans les 2 demi-calandres, typique des seuls millésimes 77 et 78) dont la plaque arrière (1AMI862) montre que les taxes de l'État de Californie ont été payées pour janvier 1988.